# John de Warenne, 7. Earl of Surrey

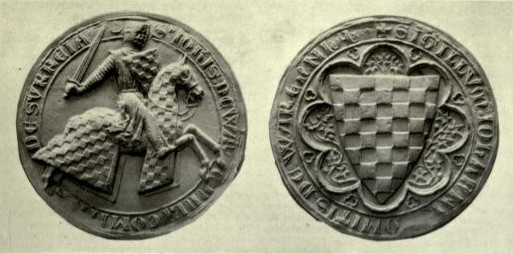
Siegel von John de Warenne, 7. Earl of Surrey

John de Warenne, 7. Earl of Surrey (auch Earl of Surrey and Sussex oder Earl Warenne; nach anderer Zählung auch 8. Earl of Surrey) (* 30. Juni 1286; † zwischen 28. und 30. Juni 1347 in Conisbrough Castle) war ein englischer Magnat. Er überstand als einer der wenigen Magnaten die turbulente Herrschaft von König Eduard II. und die unruhige Frühzeit Eduards III.

## Herkunft, Kindheit und Jugend
John de Warenne war ein Sohn von William V de Warenne († 1286) und von dessen Frau Joan de Vere, einer Tochter von Robert de Vere, 5. Earl of Oxford. Nur wenige Wochen nach seiner Taufe am 7. November starb sein Vater bei einem Turnierunfall. Damit wurde der kleine John der Erbe seines Großvaters John de Warenne, 6. Earl of Surrey. Als er gerade sieben Jahre alt war, starb 1293 seine Mutter Joan. Bei der Heirat seiner Eltern war vereinbart worden, dass im Falle ihres Todes die Vormundschaft über ihren Erben und die Verwaltung der Güter an ihre Eltern, Robert de Vere, 5. Earl of Oxford, und dessen Frau fallen solle. 1296 starb auch Robert de Vere. Wo John de Warenne anschließend aufwuchs, ist unbekannt. Erst nach dem Tod seines gleichnamigen Großvaters 1304 tritt er in Erscheinung, als er nun die Titel Earl of Surrey und Sussex sowie Güter in Sussex, Surrey, Lincolnshire, Yorkshire, Wiltshire und Norfolk erbte. Da er immer noch minderjährig war, wurden seine Ländereien unter königliche Verwaltung gestellt. Im Februar 1305 sandte König Eduard I. ihn zu einem Turnier nach Guildford, das seiner Familie gehörte. Obwohl seine Güter noch von königlichen Treuhändern verwaltet wurde, lebte Warenne anschließend auf seinen Burgen. Im Mai 1306 stellte das Parlament in Westminster seine Volljährigkeit fest. Vor der Parlamentseröffnung übergab ihm Eduard I. am 7. April die Ländereien seines Großvaters, obwohl er noch keine 21 Jahre alt war und noch keine Hommage geleistet hatte. Noch während des Parlaments bot der König Warenne am 15. Mai 1306 im Westminsterpalast die Heirat mit seiner Enkelin Joan, Tochter von Eduards Tochter Eleonore und von Heinrich von Bar, an. Obwohl das Mädchen nur halb so alt wie er war, willigte Warenne ein. Joan war am 13. April in England eingetroffen und mit großem Pomp nach Westminster eskortiert worden. Eine Woche nach ihrer Verlobung veranstaltete der König eine prächtige Feier für den Ritterschlag seines ältesten Sohnes, des Prince of Wales, bei der fast 300 weitere Männer einschließlich Warenne ebenfalls zum Ritter geschlagen wurden. Dazu beinhalteten die Feiern eine Reihe von Hochzeiten, darunter die von Warenne und Joan am 25. Mai.

## Warenne unter Eduard II.

### Vom Freund des Königs zum Gegner Gavestons
König Eduard I. starb im Juli 1307, sein Nachfolger wurde sein Sohn Eduard II. Warenne gehörte zu den Earls, die kurz darauf, am 6. August 1307, die Erhebung des königlichen Günstlings Piers Gaveston zum Earl of Cornwall bezeugten. Am 26. August 1307 wurde Warenne erstmals in das Parlament berufen. Anfang 1308 reiste er mit dem König nach Frankreich, wo dieser heiratete und dem französischen König für seine südwestfranzösischen Besitzungen huldigte. Auch an der Krönung Eduards II. am 25. Februar 1308 in Westminster Abbey nahm er teil.
Nach diesem hoffnungsvollen Anfang verschlechterten sich die Beziehungen zwischen dem König und seinen Baronen rasch. Der junge Warenne schwankte dabei zwischen dem König und der Adelsopposition und wechselte mehrfach die Seiten. Obwohl er zu Beginn der Herrschaft Eduards II. dem König verbunden war, gehörte er bald zu den Gegnern Gavestons. Zusammen mit dem Earl of Arundel, der seine Schwester Alice geheiratet hatte, und dem Earl of Hereford kämpfte er im Dezember 1307 bei einem Turnier in Wallingford gegen Gaveston und dessen Gefolgsleute. In einer umstrittenen Entscheidung wurde Gaveston zum Sieger erklärt, was Warenne so aufbrachte, dass er in der Folge zum erbitterten Gegner Gavestons wurde. Im Januar 1308, als er mit dem König in Frankreich war, unterzeichnete er als einer von vier Earls das Boulogne Agreement, das vielfach als Beginn der Adelsopposition gegen Gaveston gilt. Warenne und Arundel gehörten dieser Opposition an, der es gelang, im April 1308 im Parlament die Exilierung Gavestons durchzusetzen. Um diese Zeit wurde Warenne ein Gefolgsmann von Thomas of Lancaster, eines Cousins des Königs und mächtigster Magnat Englands, der sich zum führenden Gegenspieler des Königs und von Gaveston entwickelte. Warenne sagte Lancaster, vielleicht während eines Turniers Ende März 1308 in Dunstable, zu, ihn mit 80 Men-at-arms und einem weiteren Earl zu dienen. Im April 1309 gehörte Warenne zusammen mit Arundel, der vermutlich der andere, nicht näher benannte Earl war, zum Gefolge Lancasters. Im Juni 1309 verbot der König Lancaster, Warenne, Arundel und drei weiteren Earls, an Turnieren oder ähnlichen Abenteuern teilzunehmen.

### Verständigung mit Gaveston
Als Gaveston kurz danach aus seinem Exil zurückkehrte, unterstützte Warenne den König, der Gaveston wieder in seinem Rang einsetzte. Verantwortlich hierfür war der Earl of Lincoln, der neben Lancaster führende englische Magnat, der ebenfalls Gavestons Rückkehr tolerierte. Warenne soll sich sogar mit Gaveston angefreundet und ihn danach unterstützt haben. Im Oktober 1309 war er mit dem König und Gaveston in York, während die anderen Magnaten den König und seinen Favoriten mieden. Im Februar 1310 beauftragte ihn der König, während des Parlaments in London für Ordnung und Frieden zu sorgen, da er Auseinandersetzungen mit den anderen Magnaten befürchtete. Während dieses Parlaments musste der König der Wahl eines Komitees, der sogenannten Lords Ordainer, zustimmen, die Reformvorschläge für die königliche Herrschaft erarbeiten sollten. Warenne gehörte neben Gaveston und dem Earl of Oxford als einziger Earl diesem Komitee nicht an, und neben dem Earl of Hertford war Warenne der einzige Earl, der im August 1310 dem Aufruf zur Teilnahme an einem Feldzug nach Schottland folgte, den der König zusammen mit Gaveston führte. Warenne blieb bis Sommer 1311 mit einer englischen Streitmacht in Schottland. Der König belohnte ihn für diese Unterstützung großzügig, unter anderem mit der Übertragung von zwei Gütern in Northamptonshire. Im Juni 1310 übertrug ihm der König die lebenslange Herrschaft über Peveril Castle und den dazugehörenden Ländereien gegen die geringe jährliche Gebühr von 437 Mark. Von dieser zu zahlenden Gebühr gab ihm der König 1310 noch den Großteil zurück und 1311 gewährte er ihm einen lebenslangen Nachlass.

### Rolle bei Gavestons Sturz und Hinrichtung
1311 wurde Gaveston jedoch erneut vom Parlament aus England verbannt, und als er dennoch Anfang 1312 zurückkehrte, überzeugte Erzbischof Winchelsey Warenne, sich an der Verfolgung und Gefangennahme Gavestons zu beteiligen. Zusammen mit dem Earl of Pembroke belagerte Warenne Gaveston in Scarborough Castle, wo sich ihnen Gaveston am 19. Mai ergab. Pembroke wollte Gaveston nun nach London bringen, und an der folgenden Hinrichtung Gavestons durch die Earls of Warwick, Hereford und Lancaster war Warenne nicht beteiligt. Durch die Gewalttat gegen Gaveston wurde die Opposition der Barone gespalten. Obwohl das Verhältnis zwischen Warenne und dem König zunächst belastet war, stand er zusammen mit Pembroke in der Folge loyal zum König. Die Earls of Warwick, Lancaster, Arundel und andere Barone hielten dagegen an ihrer Opposition gegen den König fest. Im August 1312 beauftragte der König Warenne, den Frieden in Sussex zu sichern, und 1313 verbot er ihm zweimal die Teilnahme an Turnieren, an denen auch Lancaster, Arundel und andere Gegner des Königs teilnahmen.

### Ehekrise
Im Sommer 1314 verweigerte Warenne jedoch zusammen mit Lancaster, Arundel und anderen Baronen die Teilnahme am Feldzug des Königs nach Schottland, womit er der vernichtenden englischen Niederlage in der Schlacht von Bannockburn entging. Der Grund für Warennes Fehlen war jedoch nicht eine Solidarität mit den Gegnern des Königs, sondern seine unglückliche Ehe, deren Aufhebung der König verweigerte. Die Ehe mit Joan, die eine Nichte des Königs war, war bislang kinderlos geblieben, so dass der König bereits 1309 Warenne erlaubt hatte, einen Erben nach seinem Wunsch zu benennen, so lange er nicht noch mögliche Kinder aus seiner Ehe enterbte. Im Frühjahr 1313 hatte der König seinen Wachmann William Aune beauftragt, Joan aus Warennes Burg Conisbrough an seinen Hof zu bringen. Ab Juni 1313 lebte Joan im Tower of London, während Warenne offen mit seiner Geliebten Maud Nereford zusammen lebte. Daraufhin drohten ihm die Bischöfe mit Exkommunikation. Obwohl der König dies zu verhindern suchte, wurde Warenne schließlich von Bischof John Langton von Chichester exkommuniziert. Dies führte zu einem langwierigen Rechtsstreit, in den auch der König und andere Adlige verwickelt wurden. Warenne versuchte seine Ehe aufheben zu lassen, um seine Geliebte heiraten zu können und um seine beiden Söhne, die er mit ihr hatte, legitimieren zu können. Er berief sich dabei darauf, dass er zu der Ehe gezwungen wurde und dass er mit seiner Frau zu nah verwandt wäre. Seine Frau wies dies zurück, nach ihrer Darstellung hätte Warenne die Heirat selbst vorgeschlagen. Dieser Streit dauerte über zwei Jahre lang, während dessen sowohl eine Versammlung der Bischöfe wie auch eine Versammlung der Barone über Warennes Ehe beriet. 1316 bot Warenne schließlich seiner Frau als Entschädigung für die Aufhebung der Ehe eine jährliche Zahlung in Höhe von £ 200, dazu bot er ihr, falls die Ehe tatsächlich aufgehoben würde, Ländereien an, die ihr jährliche Einkünfte in Höhe von 740 Mark brachten. Als es dennoch zu keiner Einigung kam, übergab er im Sommer 1316 den Großteil seiner Familiengüter dem König, der sie ihm zur lebenslangen Nutzung zurückgab. Der König legte dabei fest, dass die Güter nach seinem Tod zuerst an seinen Sohn John aus seiner Beziehung mit Maud Nereford fallen würden. Falls dieser kinderlos sterben würde, sollte dessen jüngeren Bruder Thomas und erst dann an weitere Angehörige der Familie Warenne die Besitzungen erben. Im Gegenzug willigte Warenne ein, dass bei seinem Tod zwei seiner einträglichsten Güter an die Krone fallen würden. Damit schwächte er die Stellung seiner Familie entscheidend zugunsten seiner unehelichen Kinder, wobei er die Hoffnung nicht aufgab, dass seine beiden Söhne noch legitimiert würden. Vermutlich mit Hilfe des Earls of Pembroke wandte er sich an den Papst, um seine Ehe aufheben zu lassen, während seine Frau Joan im August 1316 England verließ und fortan bei ihren Verwandten in Frankreich lebte.

### Fehde mit Lancaster
Nachdem ihm der König bei seiner Ehekrise entgegengekommen war, blieb Warenne ein treuer Unterstützer von Eduard II. und nahm bald noch größere Kosten auf sich. Im Februar 1317 berief der König eine kleine Gruppe Adliger, darunter Warenne, zu einer Besprechung nach Clarendon. Die Themen waren nicht festgelegt, aber sicher diskutierten sie dort die Probleme mit Schottland, aber auch die Möglichkeit eines Angriffs auf den Earl of Lancaster, der wieder zum Hauptgegner des Königs geworden war. Warenne zögerte zunächst, Lancaster direkt herauszufordern, doch am 9. Mai 1317 entführte er Lancasters Frau Alice de Lacy aus Canford Castle und brachte sie in seine eigene Burg von Reigate. Dabei soll es zu keinem sexuellen Übergriff gekommen sein, aber dennoch war der Vorfall eine ungeheure Demütigung für Lancaster. Warenne wollte sich vermutlich an Lancaster, der gegen eine Scheidung Warennes von seiner Frau gestimmt hatte, rächen, vielleicht spielte auch ihre politische Gegnerschaft oder sogar eine direkte Anordnung des Königs oder dessen Höflinge bei der Entführung eine Rolle. Warenne musste jedoch bald feststellen, dass er mit diesem Übergriff gegen den mächtigsten Magnaten des Reiches zu weit gegangen war. Der erzürnte Lancaster begann eine heftige Fehde und führte eine Reihe von Überfällen auf Warennes Güter in Yorkshire, die an seine eigenen grenzten. Lancaster erwies sich Warenne militärisch klar überlegen, und auch der König war außerstande, diese Angriffe zu stoppen. Selbst Warennes Geliebte Maud Nereford musste vor den Überfällen von ihrem Besitz flüchten. Der König sowie andere Adlige legten schließlich ihren Streit mit Lancaster durch Verhandlungen bei und schlossen am 9. August 1318 den Vertrag von Leake. Lancaster erreichte jedoch, dass dabei seine Fehde mit Warenne als private Angelegenheit behandelt und von dem Vertrag ausgeschlossen wurde. Im Juni 1318 griff er Warennes Herrschaften Bromfield und Yale in Nordwales an. Angesichts des übermächtigen Gegners musste Warenne schließlich Lancaster um einen eigenen Frieden bitten. Lancaster zwang ihn zu einem unvorteilhaften Landtausch, bei dem Warenne ihm auf Lebenszeit Ländereien in Yorkshire, Wales und Norfolk übergeben musste, im Gegenzug erhielt er Gebiete in Somerset, Dorset und Wiltshire. Dazu musste er anerkennen, dass er Lancaster die enorme Summe von £ 50.000 schuldete, obwohl Lancaster nie auf die Zahlung dieser Summe bestand.

### Erneute Unterstützung des Königs
Auch nach dieser Niederlage blieb Warenne weiter ein enger Unterstützer des Königs, obwohl seine Loyalität wegen der schwachen Herrschaft Eduards zeitweise schwankte. 1319 schloss er sich in Newcastle dem königlichen Heer zu einem Feldzug gegen Schottland an, der jedoch wenig erreichte. Nach dem erfolgreichen Despenser War der Marcher Lords gegen Vater und Sohn Despenser, die enge Günstlinge des Königs waren, zwangen die Marcher Lords während des Parlaments im August 1321 die Earls of Arundel, Pembroke und auch Warenne, der Verbannung der Despenser zuzustimmen. Als der König jedoch im Oktober zum Gegenschlag überging, verzieh er Warenne, der ihn dafür bei der Belagerung von Leeds Castle unterstützte. Warenne nahm weiter im Januar 1322 am Feldzug des Königs in die Welsh Marches teil. Zusammen mit den Earls of Arundel, Pembroke und Richmond konnte er am 17. Januar den Marcher Lord Roger Mortimer of Wigmore dazu bewegen, sich dem König zu ergeben. Im März nahmen Warenne und Arundel an einer königlichen Ratsversammlung teil, während der die verbliebenen Rebellen zu Verrätern erklärt wurden. Zusammen mit dem Earl of Kent wurde Warenne vom König beauftragt, den flüchtigen Lancaster zu ergreifen, dieser wurde jedoch von königlichen Truppen aus Nordengland gestellt. In der Schlacht bei Boroughbridge wurde Lancaster entscheidend geschlagen und geriet in Gefangenschaft. Der König ernannte Warenne zu einem der Richter, die Lancaster in einer Scheinverhandlung zum Tode verurteilten. Danach nahm Warenne an dem folgenden Parlament in York teil, das die Ordinances von 1311 endgültig aufhob. Im Sommer 1322 und im Februar 1323 nahm er an weiteren Feldzügen gegen Schottland teil.

### Wechsel zu den Gegnern des Königs
Während des Saint-Sardos-Kriegs gegen Frankreich führte Warenne 1325 eine englische Expedition in die Gascogne und kehrte erst im folgenden Jahr zurück. Im Mai und im Juli 1326 ernannte ihn der König zum Befehlshaber der königlichen Truppen in Nordengland. Dafür gab er ihm im Mai 1326 einige der Ländereien zurück, deren Herausgabe Lancaster 1318 erzwungen hatte. Obwohl er damit die Gunst des Königs hatte, musste auch Warenne ein Gut dem älteren Despenser übergeben, der zusammen mit seinem Sohn inzwischen einen beherrschenden Einfluss auf den König hatte. Als im September 1326 jedoch die ins Exil geflüchtete Königin Isabelle zusammen mit ihrem Günstling Roger Mortimer of Wigmore in England landete, um die Herrschaft ihres Mannes und der Despensers zu stürzen, wechselte Warenne geschickt die Seiten, wodurch er den Sturz des Königs und der Despensers überstand. Sein Schwager Arundel wurde hingegen hingerichtet. Warenne gehörte der Delegation an, die im Januar 1327 den gefangenen Eduard II. bat, den Machtwechsel anzuerkennen und abzudanken. Er blieb ein wichtiger Höfling, nahm er an der Krönung des jungen Königs Eduard III. teil und gehörte dem Regentschaftsrat an, der für den minderjährigen König die Regierung führte. 1327 wurde er mit der Friedenswahrung in Oxfordshire beauftragt.

## Warenne unter EduardIII.

### Unterstützung Mortimers während der frühen Herrschaft von EduardIII.
In dieser Zeit schien sein Ehestreit nachzulassen. Als er 1326 aus der Gascogne nach England zurückkehrte, soll ihn seine Frau Joan begleitet haben, und 1327 beantragte er, gemeinsam mit ihr ins Ausland zu reisen. Seine Frau hatte in Frankreich viel Zeit zusammen mit der ins Exil geflüchteten Königin Isabelle und ihrem minderjährigen Sohn Eduard, dem Prince of Wales, verbracht. Nachdem die Königin an die Macht gekommen war, machte sie die Erbvereinbarung von Warenne rückgängig, nach der dessen uneheliche Söhne aus der Beziehung mit Maud Nereford seine Erben sein sollten. Stattdessen traten seine unehelichen Söhne nun dem Johanniterorden bei. Der neue König Eduard III. übergab Joan als Dank für die Unterstützung seiner Mutter einige Güter zur lebenslangen Nutzung, dazu weitere beschlagnahmte Güter des hingerichteten Earls of Arundel. Gegen eine Gebühr von 200 Mark erhielt Warenne 1328 seine Burgen und Güter in Yorkshire von Henry of Lancaster, dem Erben des Earls of Lancaster, zurück. Nachdem es Warenne schon gelungen war, die turbulente Regierung von Eduard II. zu überstehen, gelang es ihm auch, nicht zu tief in die Intrigen der frühen Herrschaft Eduards III. verwickelt zu werden, während der Roger Mortimer der eigentliche Machthaber war. Als Ratgeber des minderjährigen Königs bezeugte er zahlreiche königliche Urkunden und gehörte zwischen 1327 und 1332 mehreren königlichen Gerichten an. Als er nach der Hinrichtung des Earls of Kent 1330 weiterhin loyal den König unterstützte, erhielt er ein Gut in Kent, das dem Earl of Kent gehört hatte und das mehr als £ 230 Einkünfte einbrachte. Obwohl er damit offensichtlich die Gunst von Roger Mortimer genoss, überstand er dessen Sturz wenige Monate später unbeschadet.

### Kriegsdienst gegen Schottland und andere Dienste
Wie die meisten anderen Barone nahm auch Warenne in dieser Zeit aktiv am Krieg gegen Schottland teil. Im Frühjahr 1327 nahm er am Feldzug gegen Schottland teil und gehörte im November zur englischen Verhandlungsdelegation, die das Abkommen von Edinburgh und Northampton mit Schottland aushandelte. Als Eduard III. 1330 den Krieg wieder aufnahm, diente Warenne in diesem Jahr erneut in Schottland. 1333 nahm er an der Belagerung von Berwick und der Schlacht bei Halidon Hill teil. Als Belohnung erließ ihm der König seine Schulden gegenüber der Krone, und der Titularkönig, sein Cousin Edward Balliol, erhob ihn zum Earl of Strathearn, was aber bedeutungslos blieb.  Als Eduard III. von angeblichen Unruhen in den Welsh Marches erfuhr, beauftragte er Warenne und andere Barone, dagegen Maßnahmen zu ergreifen. Am Feldzug von 1334 bis 1335 gegen Schottland nahm er zunächst nicht persönlich teil, sondern stellte nur ein Truppenkontingent. Am 12. Juni 1334 war er jedoch in Newcastle, als Edward Balliol einen Großteil Schottland südlich des Forth an Eduard III. übergab. 1335 begleitete er dann Balliol bei dessen gescheitertem Feldzug nach Schottland, dabei stellte er mit sechs Knight Bannerets, 47 Rittern und 187 men-at-arms das größte einzelne Kontingent des Heeres. Als älterer Magnat übernahm Warenne ab 1336 verschiedene Ämter. Während des Feldzugs des Königs nach Schottland 1336 diente er als Verteidiger des Reiches. In den nächsten Jahren übernahm er verschiedene Ämter in Südengland, darunter 1339 das des Sheriffs von Surrey und Sussex. Als Eduard III. während des Hundertjährigen Kriegs 1338 und 1340 nach Flandern zog, ernannte er während seiner Abwesenheiten seinen Sohn Edward und Warenne zu Reichsverwesern. In der Krise von 1340, als der König in größter finanzieller Bedrängnis war, bestand Warenne im Parlament darauf, dass die Peers anstelle der Beamten den König beraten und helfen sollten. 1342 berief ihn der König zu seinem Feldzug in die Bretagne, doch der inzwischen 56-jährige Warenne nahm an dem Feldzug nicht mehr teil, im selben Jahr lehnte er die Teilnahme an einem Turnier in Dunstable ab. Als der König 1345 nach Frankreich zog, diente Warenne Lionel of Antwerp, dem minderjährigen jüngeren Sohn des Königs, der als Regent eingesetzt war, als Ratgeber.
Eduard III. belohnte Warenne für seine Dienste großzügig, besonders nach dem Sieg bei Halidon Hill 1333. Er erließ Warenne alle Schulden, die er und seine Vorfahren gegenüber der Krone hatten, und erlaubte seinen Testamentsvollstreckern, seine Güter nach seinem Tod sofort in Besitz nehmen zu können. Er versprach Warenne dazu eine Aufwandsentschädigung in Höhe von 2000 Mark. Warennes Cousin Edward Balliol ernannte Warenne zum Earl of Strathearn, nachdem der auf schottischer Seite stehende Maol Íosa enteignet worden war, doch nach Balliols Scheitern 1336 wurde dieser Titel gegenstandslos.

### Erneute Ehekrise und Erbstreit
Warennes politischer Erfolg übertrug sich jedoch nicht auf sein Privatleben. Nachdem er sich ab 1326 seiner Frau Joan wieder angenähert hatte, verließ Joan nach erneuten Streitereien 1337 mit ihrem gesamten Haushalt England. Adam Orleton, der Bischof von Winchester, ermahnte Warenne 1344, seine eheliche Frau zu lieben und den Dispens zu achten, den er vor seiner Hochzeit erhalten hatte. 1345 reiste Joan erneut ins Ausland, und der König bestätigte ihre Ländereien, die sie rechtmäßig besaß und auf die Warenne keinen Zugriff hatte. Warenne behauptete 1345, dass er vor seiner Ehe eine Affäre mit Joans Tante Mary of Woodstock, einer Tochter von König Eduard I., die als Nonne ins Kloster eingetreten war, gehabt hatte. Auch diese Behauptung führte nicht zur von Warenne erhofften Aufhebung der Ehe. Trotz seines Alters lebte er mit seiner neuen Mätresse Isabella Holland, einer Tochter von Sir Robert de Holand, zusammen, die er hoffte, heiraten zu können und der er eine Reihe von Ländereien übertrug. Der König stimmte diesen Übertragungen zunächst zu, bis Richard FitzAlan, 10. Earl of Arundel, der Sohn von Warennes 1326 hingerichtetem Schwager und damit sein Neffe und nächster Erbe, gegen diese Enterbung protestierte. Daraufhin musste Warenne die Übertragungen rückgängig machen.

### Tod und Erbe
Wegen seines Alters entschuldigte der König Warenne im Juli 1346 vom Parlament und erließ ihm auch andere Vasallendienste. Er starb ohne legitime Nachkommen im Alter von 61 Jahren und wurde in der Kirche von Lewes Priory beigesetzt. Seine Frau Joan war zu diesem Zeitpunkt wieder außer Landes. Sie überlebte ihn um 14 Jahre. In seinem kurz vor seinem Tod verfassten Testament vom 24. Juni 1347 vermachte Warenne verschiedene Geschenke an seine Mätresse Isabella, aber nichts an seine Frau Joan. Er hatte aus verschiedenen unehelichen Beziehungen mindestens drei Söhne und drei Töchter, die er in seinem Testament mit Geschenken bedachte. Trotz seiner gescheiterten Ehe galt Warenne dennoch als persönlich fromm. Er stiftete eine Kapelle und schenkte Klöstern Ländereien, trat der Bruderschaft von Durham Priory bei und besaß eine in Französisch verfasste Bibel. Seine Ländereien erbte sein Neffe Richard Fitzalan. Nach dem Tod von Warennes Frau 1361 nahm dieser den Titel Earl of Surrey an, während der Titel Earl of Sussex erlosch.

## Bewertung
Warenne überstand durch geschickte Seitenwechsel die wechselhafte und risikoreiche Herrschaft Eduards II. und die Frühzeit Eduards III. und starb als geachteter Staatsmann. Obwohl er in die meisten politischen Aktivitäten seiner Zeit verwickelt war und oft nah am Zentrum des Geschehens stand, war er dennoch keine führende Persönlichkeit. Er hatte keine hohen politischen oder moralischen Prinzipien, doch sein Überleben und sein Schicksal verdeutlichen, warum eine standhafte, loyale Haltung während seiner Zeit gefährlich war und Seitenwechsel deshalb vernünftig waren. Persönlich galt er als tapferer und loyaler Ritter. Seine gescheiterte Ehe und seine vergeblichen Versuche, seinen unehelichen Kindern Teile seiner Ländereien zu vererben, beeinträchtigten jedoch seine politische Stellung.